# Danny Amis
Danny Amis, cuyo nombre real es Daniel Amis (Memphis, Tennessee, 16 de junio de 1959), es un músico, guitarrista, productor estadounidense. Precursor del surf rock y el rock instrumental junto a Jon & The Nightriders y The Halibuts en los años 80s. Fundó la banda Los Straitjackets en 1988, siendo su líder hasta su parcial retiro de los escenarios en 2014.

## Biografía
Mr. Amis, también conocido como Daddy-O Grande, es el miembro fundador del combo instrumental: “Los Straitjackets”.
Nació en Memphis, hijo de un respetado editor de periódico; su familia se mudó a Minneapolis cuando tenía 4 años de edad. Su primera banda, “The Overtones”, llevó los instrumentales de rock a la escena musical del punk en las Ciudades Gemelas a finales de los 70, y fue uno de los primeros shows presentados en el ahora legendario “Twin/Tone Records”. Desde ahí, Amis tuvo un mayor éxito instrumental cuando se mudó a la Ciudad de Nueva York y se unió con “The Raybeats”.
Cambiando su papel de músico a ingeniero, Amis produjo un álbum para “Beat Rodeo” antes de irse a Nashville en donde consiguió un trabajo con el Grand Ole Opry, TNN, Nashville Now y por supuesto con Hee Haw.
Disfrutando de su nuevo mundo de vacaciones pagadas, Amis se tomó el tiempo para viajar y quedando encantado con la Ciudad de México y la Lucha Libre. Poco después de eso, Amis se puso una máscara de lucha libre plateada y azul, y nació el personaje de Daddy-O Grande. Muy poco tiempo después, el combo Instrumental americano, “Los Straitjackets”, fue fundado.
Con más de 20 años en “Los Straitjackets”, Amis disfruta el éxito de 16 CD aclamados por los críticos, una nominación al Grammy, numerosas presentaciones televisivas y más de 1,500 presentaciones en vivo alrededor del mundo. Entre los programas en vivo transmitidos, se encuentran conciertos en la Ciudad de México; hubo uno en el histórico zócalo en 2005, al igual que 3 presentaciones en el Foro Sol de la Ciudad de México, incluyendo el Vive Latino junto a Lost Acapulco. Esos conciertos tenían una asistencia de más de 50,000 seguidores en cada uno.
Amis también tuvo el honor de escuchar su propia obra “Calhoun Surf” interpretada y grabada por sus héroes, The Ventures.
Además de tocar con “Los Straitjackets”, Amis también produjo el CD debut del sensaciónal grupo de surf instrumental en México Lost Acapulco. Al igual dirige y produce los famosos DVD’s de “Go-Go Robics” protagonizados por “The World Famous Pontani Sisters”. Dos documentales acerca de la escena de la Música Surf en México se han referido a Danny Amis como “el Padrino del Surf Mexicano”
De 2006 a 2010, Amis grabó 2 álbumes como solista: Daddy-O Grande en México con Lost Acapulco y Mexican Chili Taco Fiesta; también tuvo muchas giras como solista en Sudamérica y Europa.
En el verano de 2010, Amis recibió el desafortunado diagnóstico de Mieloma Múltiple avanzada, cáncer de la médula ósea. Amis se sometió a varios tratamientos de cáncer, pero no fue suficientemente pronto como para prevenir serios daños a la columna. Las muestras de apoyo de seguidores y artistas a través de donativos y presentaciones a beneficio en el mundo entero ayudaron a cubrir los gastos médicos y en el verano de 2011 Amis reinició su trabajo como compositor y regresó al estudio en noviembre para grabar el CD “Jet Set”, el mejor CD de por “Los Straitjackets” en muchos años.
En el otoño de 2012, Amis regresó al escenario con Los Straitjackets una vez más para una gira por los Estados Unidos. Aunque “Los Straitjackets” siguen en gira regularmente, la salud de Amis le prohíbe seguir el ritmo rigoroso de giras de “Los Straitjackets”. Ahora Danny Amis solo aparece ocasionalmente en el escenario con “Los Straitjackets”, Lost Acapulco u otra banda amiga. En 2017 publica junto a los Straitjackets “What's So Funny About Peace, Love And Los Straitjackets” con canciones de Nick Lowe, así como un Ep con Lost Acapulco. Danny Amis ahora reside entre la Ciudad de México y el Puerto de Acapulco.

## Discografía[5]
Con The Overtones
- Red Checker Wagon EP Twin/Tone Records 1980

En solitario
- Whiplash (12") 1982

Con The Raybeats
- Guitar Beat (7") 1981
- Roping Wild Bears (12", EP) 1981
- Holiday Inn Spain (7")	1981
- Searching (7")	1981
- Guitar Beat LP		1981
- The Lost Philip Glass Sessions CD 2013

Con Los Straitjackets
- Tailspin (7", Single)		1995
- Gatecrasher / Lonely Apache (7") Unknown
- Big Sandy With Los Straitjackets - La Plaga / Qué Mala (7", Single)Unknown
- The Utterly Fantastic And Totally Unbelievable Sounds Of Los Straitjackets 1995
- A Marshmallow World / Sleigh Ride (7", Single, Red)		1996
- Pacifica / Kawanga! (7", Single)		1996
- ¡Viva! Los Straitjackets 1996
- The Velvet Touch Of Los Straitjackets		1999
- My Heart Will Go On / Theme From Magnificent Seven 2000
- I Thought It Over (CD, Mini, Single)		2001
- Sing Along With Los Straitjackets		2001
- ¡Damas y Caballeros! (CD, Album)		2001
- Encyclopedia Of Sound (CD, Album)		2001
- Los Straitjackets Meet the Trashmen (7", Single)		2002
- 'Tis The Season For...		2002
- Supersonic Guitars In 3-D		2003
- Eddy "The Chief" Clearwater* Featuring Los Straitjackets - Rock 'n' Roll City (CD, Album) 2003 (nominado al Grammy)
- Los Vivos Y Los Raros (CD, Album)		2003
- Play Favorites (CD, Album, Ltd)	2004
- Deke Dickerson With Los Straitjackets - Town Without Pity (7", Single)		2004
- Encyclopedia Of Sound Volume II (CD, Album)		2005
- Los Straitjackets With The World Famous Pontani Sisters And Kaiser George - Twist Party!!!	2006
- Los Straitjackets With Big Sandy Featuring Cesar Rosas And Little Willie G. - Rock En Español Vol. 1		2007
- Más Allá Del Límite (CD, Album, Dig)		2008
- Los Straitjackets In Concert! (LP)		2008
- Yuletide Beat 2 versions			2009
- The Further Adventures Of Los Straitjackets		2009
- Los Straitjackets / Southern Culture On The Skids - Smells Like Teen Spirit / Come As You Are (7", Spl)		2009
- Hark The Herald Angels Sing b/w Silver Bells 		2011
- Aerostar / Für Sophia (7")	2012
- Crime Scene / Sardinian Holiday (7")	2012
- New Siberia / Low Tide (7")	2012
- Los Straitjackets With Sarah Borges - 2x5 (7", Single, Ltd, Num)		2012
- Surf # 49 (7", Single)		2012
- Brooklyn Slide / Wrong Way Inn (7")		2012
- Jet Set / Yeah Yeah Yeah (7")		2012
- Mr. Pink / Pop Rocks And Coke (7")		2012
- Space Mosquito b/w Bobsleddin' (7")		2012
- Jet Set		2012
- The Fleshtones / Southern Culture On The Skids / Los Straitjackets - Mondo Zombie Boogaloo 2013
- Freddy Cannon And Los Straitjackets - The Sox Are Rockin' (7", Single)		2013
- Los Straitjackets, Deke Dickerson* - Sings The Great Instrumental Hits	2014
- Los Straitjackets Play The Great Instrumental Hits!!!!!! (10")		2014
- Fleshtones* / Los Straitjackets - Gotta Get Away / 2000 Light Years From Home (7", Single)	2015
- What's So Funny About Peace, Love And Los Straitjackets 2017

Con Lost Acapulco
- Terremoto EP 2005
- Daddy-O Grande en México 2006
- Shark Beach EP 2017

Con Mexican Chili Taco Fiesta
- Mexican Chili Taco Fiesta (CD) 2009

Con Twin Tones
- Super Spy & Western Tones 2014

Con Didi Wray
- Misión Tango Surf (CD, Surf Cookie Records) 2019[6]